# Stenodynerus valliceps
Stenodynerus valliceps är en stekelart som beskrevs av Richard Mitchell Bohart 1948. Stenodynerus valliceps ingår i släktet smalgetingar, och familjen Eumenidae. Inga underarter finns listade i Catalogue of Life.